# Hatten (Germania)
Hatten è un comune di 13.847 abitanti della Bassa Sassonia, in Germania.
Appartiene al circondario (Landkreis) di Oldenburg (targa OL).